# Gabriel Vidović
Gabriel Vidović (Augsburg, 1 december 2003) is een Kroatisch-Duits voetballer die doorgaans speelt als middenvelder. In juli 2025 verruilde hij Bayern München voor Dinamo Zagreb.

## Clubcarrière
Vidović speelde in de jeugdopleiding van FC Augsburg uit zijn geboorteplaats. In 2016 stapte hij over naar die van Bayern München. Hier tekende hij in februari 2022 zijn eerste professionele contract, tot medio 2025. Zijn debuut in het eerste elftal maakte de aanvallende middenvelder op 17 april 2022, op bezoek bij Arminia Bielefeld in de Bundesliga. Door een eigen doelpunt van Jacob Barrett Laursen en treffers van Serge Gnabry en Jamal Musiala werd met 0–3 gewonnen. Vidović moest van coach Julian Nagelsmann op de reservebank beginnen en mocht een minuut voor tijd invallen voor Gnabry.
In augustus 2022 werd hij voor een seizoen op huurbasis overgenomen door Vitesse. Vidović maakte zijn eerste doelpunt voor de Arnhemmers op 22 oktober in de thuiswedstrijd tegen FC Emmen. Door een treffer van teamgenoot Maximilian Wittek en een tegengoal van Mark Diemers won Vitesse uiteindelijk met 2–1. Hij maakte drie doelpunten in vijfentwintig competitiewedstrijden. Het seizoen erop verhuurde Bayern hem opnieuw, nu aan Dinamo Zagreb. Voor deze club kwam hij tot negen officiële doelpunten en hij won zowel de HNL als de Hrvatski nogometni kup. Na zijn terugkeer uit Zagreb werd zijn contract bij Bayern met een jaar verlengd, waarop hij verhuurd werd aan Mainz 05 met een optie tot koop. Een half seizoen en één competitiewedstrijd later haalde Bayern hem terug.
Tijdens de tweede helft van het seizoen 2024/25 kwam Vidović tot vier competitiewedstrijden voor Bayern. In de zomer van 2025 keerde hij voor een bedrag van circa 1,2 miljoen euro terug bij Dinamo Zagreb, waarvoor hij eerder op huurbasis was uitgekomen.

## Clubstatistieken
| Seizoen | Club            | Competitie | Competitie | Competitie | Beker | Beker | Internationaal | Internationaal | Totaal | Totaal |
| Seizoen | Club            | Competitie | Wed.       | Dlp.       | Wed.  | Dlp.  | Wed.           | Dlp.           | Wed.   | Dlp.   |
| ------- | --------------- | ---------- | ---------- | ---------- | ----- | ----- | -------------- | -------------- | ------ | ------ |
| 2021/22 | Bayern München  | Bundesliga | 3          | 0          | 0     | 0     | 0              | 0              | 3      | 0      |
| 2022/23 | Bayern München  | Bundesliga | 1          | 0          | 0     | 0     | 0              | 0              | 1      | 0      |
| 2022/23 | → Vitesse       | Eredivisie | 25         | 3          | 0     | 0     | —              | —              | 25     | 3      |
| 2023/24 | → Dinamo Zagreb | HNL        | 27         | 7          | 4     | 1     | 9              | 1              | 40     | 9      |
| 2024/25 | → Mainz 05      | Bundesliga | 1          | 0          | 1     | 0     | —              | —              | 2      | 0      |
| 2024/25 | Bayern München  | Bundesliga | 4          | 0          | 0     | 0     | 0              | 0              | 4      | 0      |
| 2025/26 | Dinamo Zagreb   | HNL        | 0          | 0          | 0     | 0     | 0              | 0              | 0      | 0      |
| Totaal  | Totaal          | Totaal     | 61         | 10         | 5     | 1     | 9              | 1              | 75     | 12     |

Bijgewerkt op 7 juli 2025.

## Erelijst
| Competitie             |                |                  |                |                |
| Competitie             | Aantal         | Jaren            |                |                |
| Bayern München         | Bayern München | Bayern München   | Bayern München | Bayern München |
| ---------------------- | -------------- | ---------------- | -------------- | -------------- |
| Bundesliga             | 2              | 2021/22, 2024/25 |                |                |
| Dinamo Zagreb          |                |                  |                |                |
| HNL                    | 1              | 2023/24          |                |                |
| Hrvatski nogometni kup | 1              | 2023/24          |                |                |